# Trippelstoel

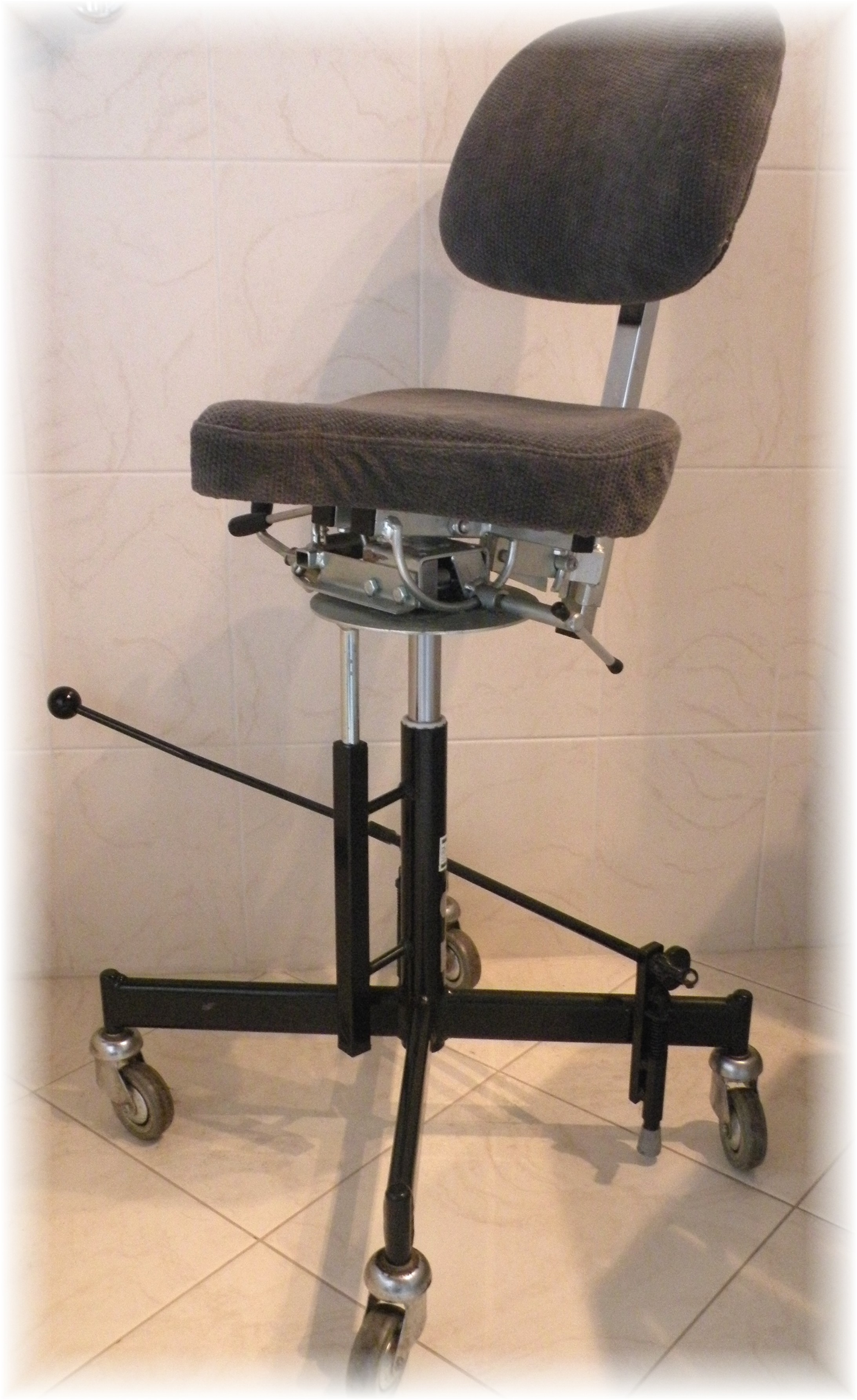
Sta-steun-kruk met handrem

Een trippelstoel is een hulpmiddel om stabiel te kunnen zitten of jezelf te verplaatsen in huis. Het ziet eruit als een soort luxe bureaustoel met rem, waarvan zowel de zitting als de rugleuning in grote mate kan worden versteld, soms door middel van een gasveer. 
Deze stoelen worden gebruikt door mensen met verschillende lichamelijke beperkingen, zodat ze in hun eigen huis zelfstandiger kunnen (blijven) functioneren. De stoel kan zo hoog worden gezet dat je bijna in een staande positie komt, terwijl je toch gewoon zit. Het voordeel van de trippelstoel is daarmee dat je niet steeds weer hoeft op te staan en te gaan zitten.
Er bestaan exemplaren waarbij alle functies elektrisch versteld kunnen worden. Met de stoel kan men bijvoorbeeld zittend aan het aanrecht een maaltijd bereiden, strijken of iets uit een hoog kastje pakken. 
De naam van de stoel komt af van het feit dat men ermee door het huis kan "trippelen". Het onderstel heeft vier wielen, waarbij tussen de voorwielen extra ruimte is vrijgehouden voor de voeten. Zo kan iemand zich "trippelend" voor- of achteruit bewegen. 